# Императорские и королевские уланы

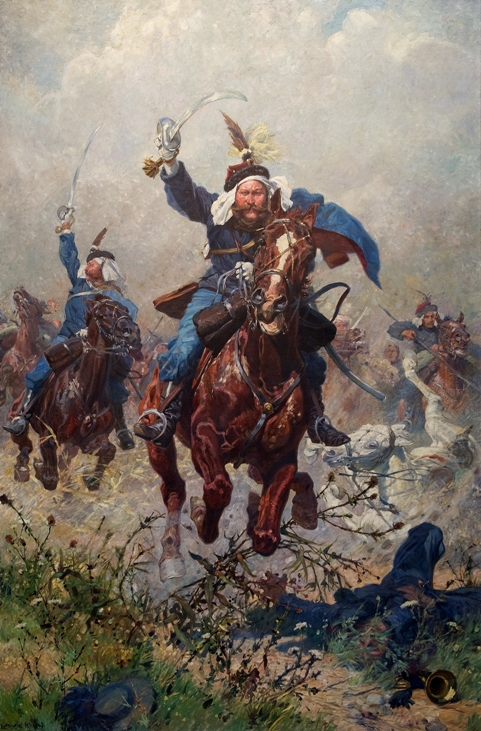
Максимилиан фон Родаковский во главе 13-го полка уланов во второй битве при Кустоце

Императорские и королевские уланы (нем. k.u.k. Ulanen) — подразделение кавалерии Австро-Венгрии, существовавшее с 1867 по 1918 годы.

## Краткая история
В 1866 году развязанная Пруссией война против Австрии закончилась тяжёлым поражением австрийцев, что вызвало волну сепаратистских настроений в Венгрии. 15 марта 1867 австрийское правительство утвердило двойственную монархию, чтобы предотвратить выход Венгрии из состава империи. Венгрия получила широкое самоуправление и право создавать свою собственную армию под названием Королевский венгерский ландвер. Австрийская часть империи стала также создавать свою имперскую армию под именем Императорский и королевский ландвер. Оба два новых ландвера были половинами Единой Армии (нем. Gemeinsame Armee). Из уланов обеих частей и составлялись Императорские и королевские уланы.

## Структура
В составе Единой Армии было 11 уланских полков, также было 6 полков в составе Королевского венгерского ландвера. По традиции, большинство уланов были родом из Королевства Галиции и Лодомерии. В каждом полку было два дивизиона, каждый дивизион состоял из трёх эскадронов. Были следующие полки:

Единая Армия:
- 1-й галицкий имени рыцаря фон Брудерманна
- 2-й галицкий имени князя цу Шварценберга
- 3-й галицкий имени эрцгерцога Карла
- 4-й галицкий кайзерский
- 5-й венгерско-хорватский имени императора российского Николая II
- 6-й галицкий имени императора Иосифа II
- 7-й галицкий имени эрцгерцога Франца Фердинанда
- 8-й галицкий имени графа Ауэршперга
- 11-й богемский имени императора российского Александра II
- 12-й венгерский (хорватско-славонский) имени графа Гуйна
- 13-й галицкий имени фон Бём-Эрмолли

Венгерский ландвер:
- 1-й полк (Львов)
- 2-й полк (Литомержице)
- 3-й полк (Перемышль)
- 4-й полк (Краков)
- 5-й полк (Вена)
- 6-й полк (Прага)

## Униформа
В униформу уланов входила чапка — шлем из бычьей шкуры с козырьком от солнца и насадкой из четырёх пластин с концом в виде квадратной формы. Спереди чапки изображался золотой двуглавый орёл. Полевая кепка (нем. Feldkappe) носилась во время какой-то работы или безопасной службы. Внешне она напоминала пехотный головной убор: копию его носили офицеры.
Основным элементом одежды был мундир-уланка с нагрудникам, на боках которого были пришиты пуговицы (у уланов их могло быть до 10 с каждого бока). Спереди в районах груди и живота были два глубоких кармана. Лацканы рукавов были сделаны из ткани рубинового цвета, воротнички обшиты тканью, соответствующей цветам полка. Была петлица на левом плече. Снизу офицерская форма была подшита мягкой шерстяной тканью (тибет) красного цвета, а на талии украшена бахромой. В зимнее время уланы носили пельцуланки, которые были подшиты бараньей шерстью.
Брюки имели специфической покрой, обусловленный родом войск. В верхней части широкого покрытия они сужались и заправлялись в стандартные сапоги. На бедре спереди был один карман. Сзади брюки могли быть обшиты для укрепления ещё одним слоем сукна такого же цвета.

## Вооружение
Согласно уставу, у всех уланов были стандартные карабины Штеера-Манлихера M1890, обладавшие высокой скорострельностью. Заряжание карабина проводилось при помощи обоймы с пятью патронами, помещёнными в металлическую пачку, которая оставалась в магазине до использования всех патронов. Это оружие использовали почти все уланы, за исключением патрульных и телеграфистов. У офицеров были офицерские револьверы «Гассер» M1870/74, которые были доступны и некоторым вспомогательным войскам: солдатам, у которых не было винтовок, врачам, барабанщикам и другим рабочим. Патронташ, изготовленный из бурой шкуры, крепился на поясе у левого бедра.
Главным холодным оружием была кавалерийская сабля образца 1869 года, эфес которой был украшен серебряной нитью. Ножны делались из коричневой кожи, имели размер 110 см в длину и 5,3 см в ширину. К каждой сабле крепился темляк: петля из ремня или ленты. Цвет каждого темляка зависел от воинского звания солдата или офицера. У тех солдат, у которых не было кавалерийской сабли (врачей, водителей), был сапёрский палаш.